# Крістіан Дзаккардо
Крістіан Дзаккардо (італ. Cristian Zaccardo, * 21 грудня 1981, Форміджине) — італійський футболіст, правий захисник клубу «Карпі».
Насамперед відомий виступами за клуби «Болонья» та «Палермо», а також національну збірну Італії.
Чемпіон Німеччини. У складі збірної — чемпіон світу.

## Клубна кар'єра
Вихованець футбольної школи клубу «Болонья». Дорослу футбольну кар'єру розпочав 2000 року виступами на умовах оренди в складі команди «Спеція» з Серії C1. 2001 року повернувся до «Болоньї» і вже за рік почав на постіній основі виходити на поле у стартовому складі. Провів в команді цього клубу три сезони, взявши участь у 79 матчах чемпіонату.
Своєю грою за «Болонью» привернув увагу представників тренерського штабу клубу «Палермо», до складу якого приєднався 2004 року. Відіграв за клуб зі столиці Сицилії наступні чотири сезони своєї ігрової кар'єри. Більшість часу, проведеного у складі «Палермо», також був основним гравцем захисту команди.
Протягом 2008—2009 років виступав у Німеччині, захищаючи кольори клубу «Вольфсбург». За цей час виборов титул чемпіона Німеччини, втім не зміг забезпечити собі постійног місця в основному складі «вовків» і 2009 року повернувся на батьківщину.
В Італії приєднався до складу клубу «Парма», в команді якого став основним гравцем на правому фланзі захисту. Наразі встиг відіграти за пармську команду 69 матчів в національному чемпіонаті.

## Виступи за збірні
1997 року дебютував у складі юнацької збірної Італії, взяв участь у 14 іграх на юнацькому рівні (в командах різних вікових категорій), відзначившись 1 забитим голом.
Протягом 2000—2004 років залучався до складу молодіжної збірної Італії. На молодіжному рівні зіграв у 30 офіційних матчах, забив 2 голи.
2004 року дебютував в офіційних матчах у складі національної збірної Італії. Провів у формі головної команди країни 17 матчів, забивши 1 гол. У складі збірної був учасником чемпіонату світу 2006 року у Німеччині, здобувши того року титул чемпіона світу. На тріумфальній для італійців першості світу взяв участь у трьох з семи матчів своєї збірної.

## Статистика виступів

### Статистика клубних виступів
| Сезон                  | Команда                | Чемпіонат              | Чемпіонат | Чемпіонат | Національний кубок | Національний кубок | Національний кубок | Континентальні кубки | Континентальні кубки | Континентальні кубки | Інші змагання | Інші змагання | Інші змагання | Усього | Усього |
| Сезон                  | Команда                | Ліга                   | Ігор      | Голів     | Ліга               | Ігор               | Голів              | Ліга                 | Ігор                 | Голів                | Ліга          | Ігор          | Голів         | Ігор   | Голів  |
| ---------------------- | ---------------------- | ---------------------- | --------- | --------- | ------------------ | ------------------ | ------------------ | -------------------- | -------------------- | -------------------- | ------------- | ------------- | ------------- | ------ | ------ |
| 2000-01                | «Спеція»               | C1                     | 28+2      | 0         | КІ-C               | 0                  | 0                  | —                    | —                    | —                    | -             | —             | —             | 30     | 0      |
| 2001-02                | «Болонья»              | A                      | 19        | 1         | КІ                 | 2                  | 0                  | —                    | —                    | —                    | —             | —             | —             | 21     | 1      |
| 2002-03                | «Болонья»              | A                      | 32        | 1         | КІ                 | 2                  | 0                  | КІ                   | 5                    | 1                    | —             | —             | —             | 39     | 2      |
| 2003-04                | «Болонья»              | A                      | 28        | 0         | КІ                 | 2                  | 0                  | —                    | —                    | —                    | —             | —             | —             | 30     | 2      |
| Усього за «Болонью»    | Усього за «Болонью»    | Усього за «Болонью»    | 79        | 2         |                    | 6                  | 0                  |                      | 5                    | 1                    |               |               |               | 90     | 3      |
| 2004-05                | «Палермо»              | A                      | 35        | 2         | КІ                 | 2                  | 0                  | —                    | —                    | —                    | —             | —             | —             | 37     | 2      |
| 2005-06                | «Палермо»              | A                      | 36        | 0         | КІ                 | 4                  | 0                  | КУЄФА                | 4                    | 0                    | —             | —             | —             | 44     | 0      |
| 2006-07                | «Палермо»              | A                      | 36        | 5         | КІ                 | 1                  | 0                  | КУЄФА                | —                    | —                    | —             | —             | —             | 36     | 5      |
| 2007-08                | «Палермо»              | A                      | 35        | 1         | КІ                 | 2                  | 0                  | КУЄФА                | 1                    | 0                    | —             | —             | —             | 38     | 1      |
| Усього за «Палермо»    | Усього за «Палермо»    | Усього за «Палермо»    | 142       | 8         |                    | 9                  | 0                  |                      | 5                    | 0                    |               |               |               | 156    | 8      |
| 2008-09                | «Вольфсбург»           | БЛ                     | 14        | 1         | КН                 | 1                  | 0                  | КУЄФА                | 5                    | 1                    | —             | —             | —             | 20     | 2      |
| 2009                   | «Вольфсбург»           | БЛ                     | 1         | 0         | КН                 | 0                  | 0                  | ЛЧ                   | 0                    | 0                    | СН            | 1             | 0             | 2      | 0      |
| Усього за «Вольфсбург» | Усього за «Вольфсбург» | Усього за «Вольфсбург» | 15        | 1         |                    | 1                  | 0                  |                      | 5                    | 1                    |               | 1             | 0             | 22     | 2      |
| 2009-10                | «Парма»                | A                      | 34        | 5         | КІ                 | 0                  | 0                  | —                    | —                    | —                    | —             | —             | —             | 34     | 5      |
| 2010-11                | «Парма»                | A                      | 34        | 3         | КІ                 | 1                  | 0                  | —                    | —                    | —                    | —             | —             | —             | 35     | 3      |
| 2011-12                | «Парма»                | A                      | 10        | 0         | КІ                 | 1                  | 0                  | —                    | —                    | —                    | —             | —             | —             | 11     | 0      |
| Усього за «Парму»      | Усього за «Парму»      | Усього за «Парму»      | 78        | 8         |                    | 2                  | 0                  |                      | —                    | —                    |               | —             | —             | 80     | 8      |
| Усього за кар'єру      | Усього за кар'єру      | Усього за кар'єру      | 328+2     | 19        |                    | 18                 | 0                  |                      | 15                   | 2                    |               | 1             | 0             | 364    | 21     |

### Статистика виступів за збірну
| Дата       | Місто          | Господарі | Результат | Гості                | Турнір                | Голи | Примітки |
| ---------- | -------------- | --------- | --------- | -------------------- | --------------------- | ---- | -------- |
| 17/11/2004 | Мессіна        | Італія    | 1 – 0     | Фінляндія            | товариський матч      | -    |          |
| 30/03/2005 | Падуя          | Італія    | 0 – 0     | Ісландія             | товариський матч      | -    |          |
| 08/06/2005 | Торонто        | Італія    | 1 – 1     | Сербія та Чорногорія | товариський матч      | -    |          |
| 11/06/2005 | Нью-Йорк       | Італія    | 1 – 1     | Еквадор              | товариський матч      | -    |          |
| 17/08/2005 | Дублін         | Ірландія  | 1 – 2     | Італія               | товариський матч      | -    |          |
| 03/09/2005 | Глазго         | Шотландія | 1 – 1     | Італія               | Відбір до ЧС 2006     | -    |          |
| 07/09/2005 | Мінськ         | Білорусь  | 1 – 4     | Італія               | Відбір до ЧС 2006     | -    |          |
| 08/10/2005 | Палермо        | Італія    | 1 – 0     | Словенія             | Відбір до ЧС 2006     | 1    |          |
| 12/10/2005 | Лечче          | Італія    | 2 – 1     | Молдова              | Відбір до ЧС 2006     | -    |          |
| 16/11/2005 | Женева         | Італія    | 1 – 1     | Кот-д'Івуар          | товариський матч      | -    |          |
| 01/03/2006 | Флоренція      | Італія    | 4 – 1     | Німеччина            | товариський матч      | -    |          |
| 31/05/2006 | Женева         | Швейцарія | 0 – 0     | Італія               | товариський матч      | -    |          |
| 12/06/2006 | Ганновер       | Італія    | 2 – 0     | Гана                 | ЧС 2006 - 1-й етап    | -    |          |
| 17/06/2006 | Кайзерслаутерн | Італія    | 1 – 1     | США                  | ЧС 2006 - 1-й етап    | -    |          |
| 30/06/2006 | Гамбург        | Італія    | 3 – 0     | Україна              | ЧС 2006 - чвертьфінал | -    |          |
| 15/11/2006 | Бергамо        | Італія    | 1 – 1     | Туреччина            | товариський матч      | -    |          |
| 17/10/2007 | Сієна          | Італія    | 2 – 0     | ПАР                  | товариський матч      | -    |          |
| Усього     |                | Матчів    | 17        |                      | Голів                 | 1    |          |

## Досягнення
- Чемпіон Німеччини:

«Вольфсбург»: 2008-09
- Чемпіон світу: 2006
- Чемпіон Європи (U-21): 2004